# Абитина
Абитинае — древний город в римской провинции Африка, известен 300-ми христианскими мучениками убитыми во времена императора Диоклетиана.

Римская провинция Африка.

## Епархия
Сохранившиеся записи дают имена нескольких епископов Абитины. Сатурнин присутствовал на Карфагенском соборе 256 года, созванном Киприаном для рассмотрения вопроса о лапси, отступников, которые отреклись от своей веры из-за преследований со стороны римских властей. Фундан был епископом, который отпал от церкви во время гонений Диоклетиана и чьё имя связано с историей о мучениках Абитины. На Карфагенском соборе 411 года между католическими и донатистскими епископами Абитина была представлена ортодоксом Виктором и донатистским Максимусом. Гаудиос был одним из епископов, которых изгнал арианский вандальский король Гейзерих; он умер в 453 году в Неаполе. Репарат и Августалис приняли участие в Карфагенском соборе 525 года и 646 года.
Абитинае больше не является живой епархией, Католическая церковь причисляет её как титульная.